# Ficus crassiuscula
Ficus crassiuscula är en mullbärsväxtart som beskrevs av Otto Warburg och Paul Carpenter Standley. Ficus crassiuscula ingår i släktet fikonsläktet, och familjen mullbärsväxter. Inga underarter finns listade i Catalogue of Life.